# Dibromotyrosine
Dibromotyrosine là một chế phẩm antithyroid và dẫn xuất của tyrosine amino acid tự nhiên.
Nó được hình thành bởi eosinophil peroxidase.